# Tournée de l'équipe de France de rugby à XV en 2009
L'équipe de France de rugby à XV effectue du 13 au 27 juin 2009 une tournée en Nouvelle-Zélande et en Australie,.

## Résultats complets
| No | Date         | Lieu                          | Match                     | Score   | Compétition |
| -- | ------------ | ----------------------------- | ------------------------- | ------- | ----------- |
| 1  | 13 juin 2009 | Dunedin - Nouvelle-Zélande    | Nouvelle-Zélande – France | 22 – 27 | test match  |
| 2  | 20 juin 2009 | Wellington - Nouvelle-Zélande | Nouvelle-Zélande – France | 14 – 10 | test match  |
| 3  | 27 juin 2009 | Sydney - Australie            | Australie – France        | 22 – 6  | test match  |